# Abel Paz
Abel Paz, rodným jménem Diego Camacho (12. srpna 1921, Almería, Španělsko – 13. dubna 2009, Barcelona, Španělsko) byl španělský anarchista, spisovatel, bývalý bojovník a historik.

## Život
Narodil se ve městě Almería v roce 1921, v roku 1929 se s rodinou přestěhoval do Barcelony. Roku 1935 začal pracovat v textilním průmyslu. Stal se členem anarchosyndikalistické Národní konfederace práce (španělsky: Confederación Nacional del Trabajo - CNT).
V červenci 1936 začala Španělská občanská válka a revoluce, Abel Paz vstoupil do anarchistické Durrutiho kolony. Bojoval na aragonské frontě a roku 1937 v Barceloně.
Po pádu Katalánska v lednu 1939, odešel do exilu do Francie. V 40. letech bojoval proti Hitlerovi.
Jedná se o autora mnoha prací o anarchismu, jedna z nejdůležitějších byla biografie Buenaventury Durrutiho vydaná ve vícero edicích a jazycích.
Mimo jiné je také autorem knihy Entre la niebla (V mlze), kde popisuje španělskou občanskou válku a boje v Barceloně, následný odchod do francouzského exilu a boje proti fašistickému režimu. Dílo nebylo přeloženo do češtiny.

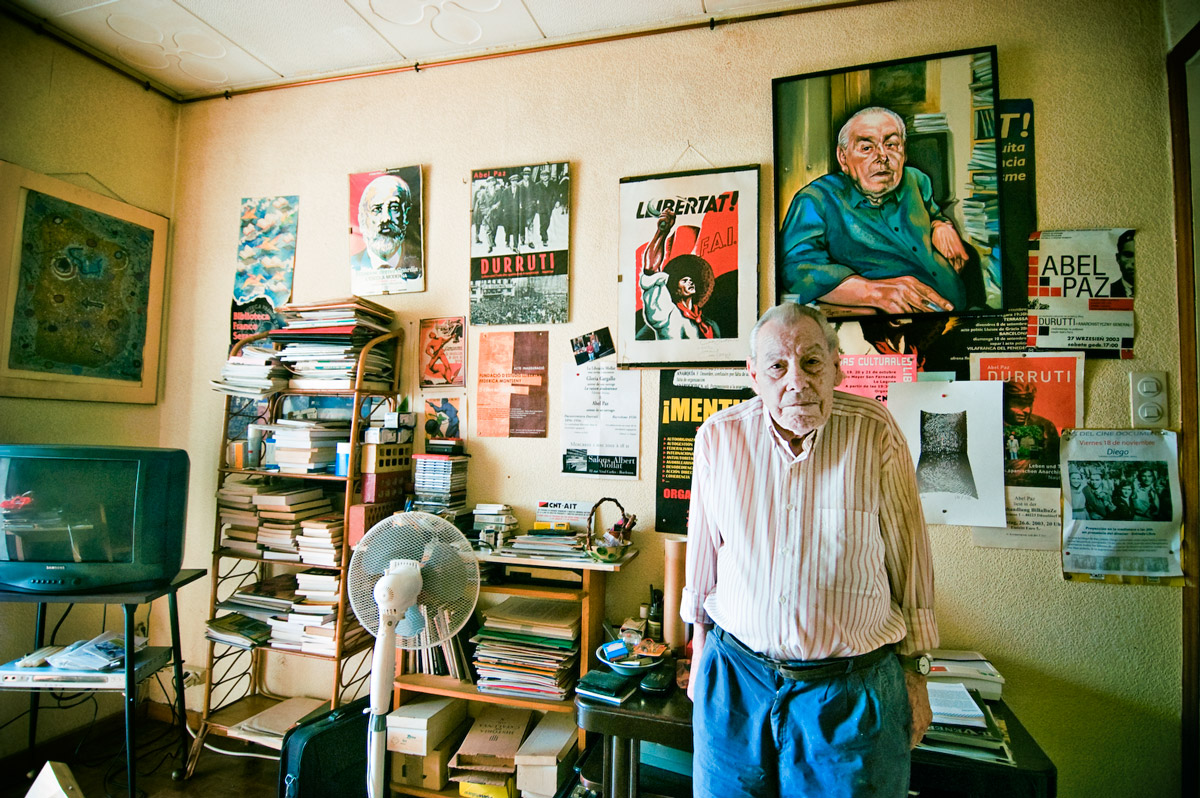
Abel Paz ve svém domě

Zemřel v noci 13. dubna 2009 v barcelonské nemocnici.